# Pohoří (Mišovice)
Pohoří je malá vesnice, část obce Mišovice v okrese Písek v Jihočeském kraji. Nachází se asi jeden kilometr jihovýchodně od Mišovic. Prochází zde silnice II/175. Je zde evidováno 35 adres. V roce 2011 zde trvale žilo 39 obyvatel.
Pohoří leží v katastrálním území Pohoří u Mirovic o rozloze 3,03 km². V katastrálním území Pohoří u Mirovic leží i Slavkovice.

## Historie
První písemná zmínka o vesnici pochází z roku 1352. Starobylá farní osada s kostelem svatého Petra a Pavla, raně gotického původu ze 13. století. V rozpětí let 1375–1381 je v Pohoří doloženo sídlo Černína a jeho bratra Filipa.[zdroj?] Část obce patřila bývalému příbramskému panství pražského arcibiskupa, od 16. století potom k panství Čimelice. Zbytek příslušel ke statkům Koupě a Hostišovice, s nimiž se později připojil k panství Drahenice.[zdroj?]

## Historie možné tvrze
Terénní situace farní osady na Zlaté stezce a její starobylý původ opravňuje k předpokladu, že zde mohlo existovat středověké hájitelné sídlo. Podle architekta Františka Kašičky a archeologa Bořivoje Nechvátala jej lze nejspíše hledat v blízkosti či obvodu dnešního farního dvora čp. 1 v jižním sousedství kostela s dodatečně romanticky přestavěnou jednopatrovou farní budovou. V době válek s biskupem jej představoval kostel, který se honosí mohutnou věží ze 13. století, která je sama o sobě tvrzí, v prvním a druhém patře upravenou jako hájitelná fortifikace se střílnami. Takto bylo vybaveno více biskupských kostelů na Mirovicku, například ještě v nedalekých Radobytcích. Na místě farní budovy jistě setrvala v mladším středověku správa zdejšího arcibiskupského majetku, zatímco vladycké sídlo z konce 14. století bychom mohli předběžně situovat např. do místa dvorce a později skupiny usedlostí východně od kostela, na kterou se severně váže rozlehlý nepravidelně oválný územní útvar.

## Obyvatelstvo
| Rok            | 1869 | 1880 | 1890 | 1900 | 1910 | 1921 | 1930 | 1950 | 1961 | 1970 | 1980 | 1991 | 2001 | 2011 | 2021 |
| -------------- | ---- | ---- | ---- | ---- | ---- | ---- | ---- | ---- | ---- | ---- | ---- | ---- | ---- | ---- | ---- |
| Počet obyvatel | 204  | 218  | 189  | 193  | 159  | 147  | 159  | 114  | 98   | 90   | 93   | 73   | 57   | 39   | 59   |
| Počet domů     | 25   | 28   | 28   | 28   | 32   | 29   | 33   | 33   | 28   | 26   | 25   | 18   | 31   | 32   | 31   |

## Obecní správa
Při sčítání lidu v letech 1850–1874 Pohoří bylo osadou obce Čimelice v okrese Písek. V letech 1874–1963 bylo samostatnou obcí v okrese Písek. V letech 1964–1984 bylo částí obce Mišovice v okrese Písek. Od 1. ledna 1985 do 23. listopadu 1990 bylo částí města Mirovice v okrese Písek. Od 24. listopadu 1990 je opět částí obce Mišovice v okrese Písek. V letech 1874–1963 k obci patřily Slavkovice.

## Pamětihodnosti
- Kostel svatého Petra a Pavla.
- Před vchodem do místního kostela se po pravé straně před hřbitovní zdí nalézá socha svatého Jana Nepomuckého.
- Poblíž kostela svatého Petra a Pavla se nachází kamenný pomník padlým v obou světových válkách. Krom jmen padlých spoluobčanů je na horní části pomníku tento nápis: HNALI VÁS V POUTECH OTROKA BÍT SE A MŘÍTI ZA ZÁJMY CIZÍ. Z VAŠÍ KRVE SVOBODA NÁM VYKVETLA – TO Z PAMĚTI POTOMKŮ NEVYMIZÍ. VĚNOVÁNO PADLÝM VOJÍNŮM ZDEJŠÍ OSADY VE SVĚTOVÉ VÁLCE 1914–18. Pod touto deskou je na spodní části pomníku umístěna další deska se jmény padlých a s tímto nápisem: NA PAMĚT OBĚTEM NACISTICKÉHO REŽIMU V LETECH 1939–1945
- U komunikace z vesnice se nachází drobný kříž na kamenném podstavci. Na jeho kulatém štítku je tento nápis: POCHVÁLEN BUĎ PÁN JEŽIŠ KRISTUS. U paty je kříž zdobený motivem anděla a kající se Máří Magdaleny. Podstavec je zdobený motivem srdce.
- Další velmi zdobný kříž se také nachází na křižovatce u komunikace nedaleko vesnice. Kříž nese na svém podstavci dataci 1837.

## Galerie

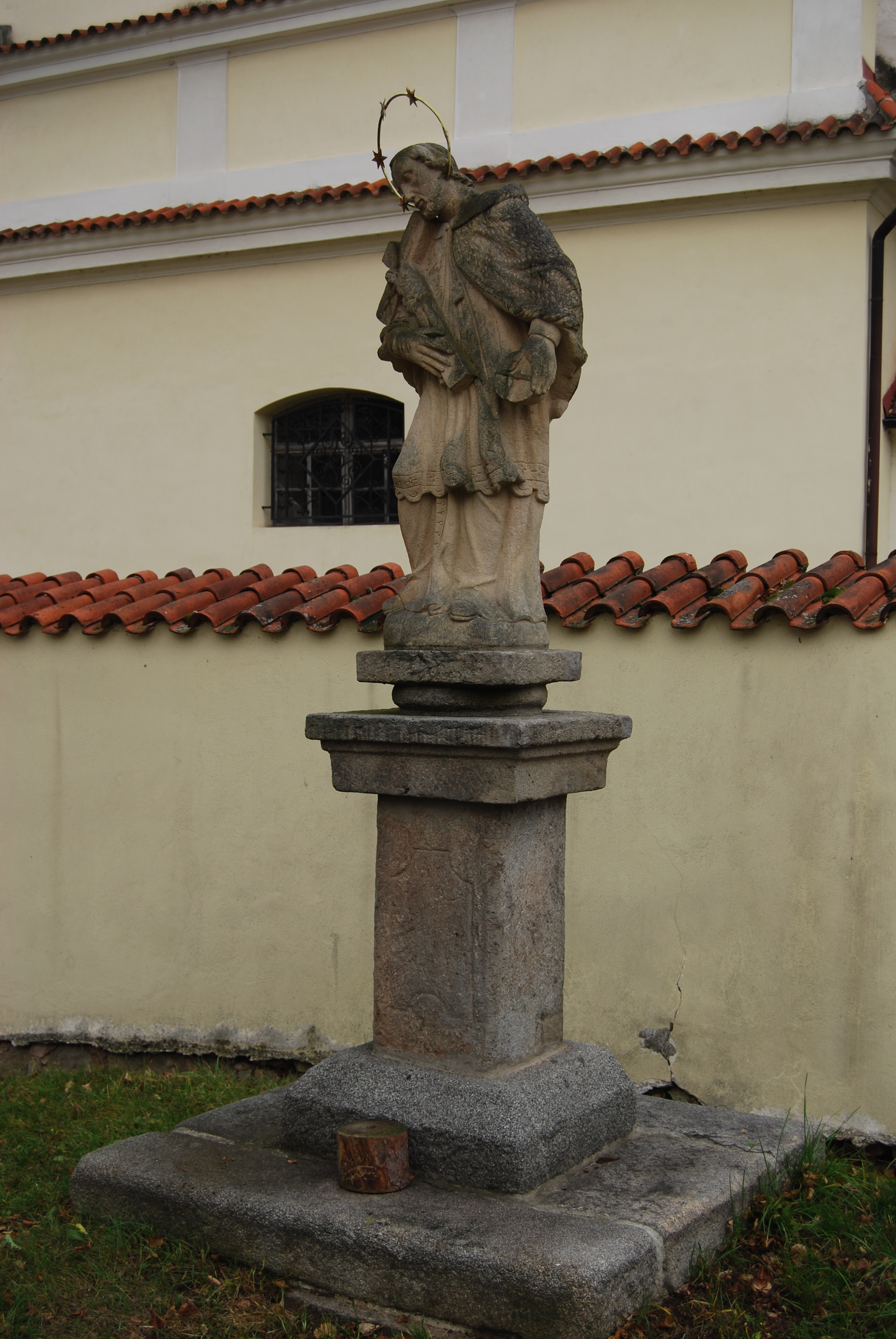
Socha svatého Jana Nepomuckého
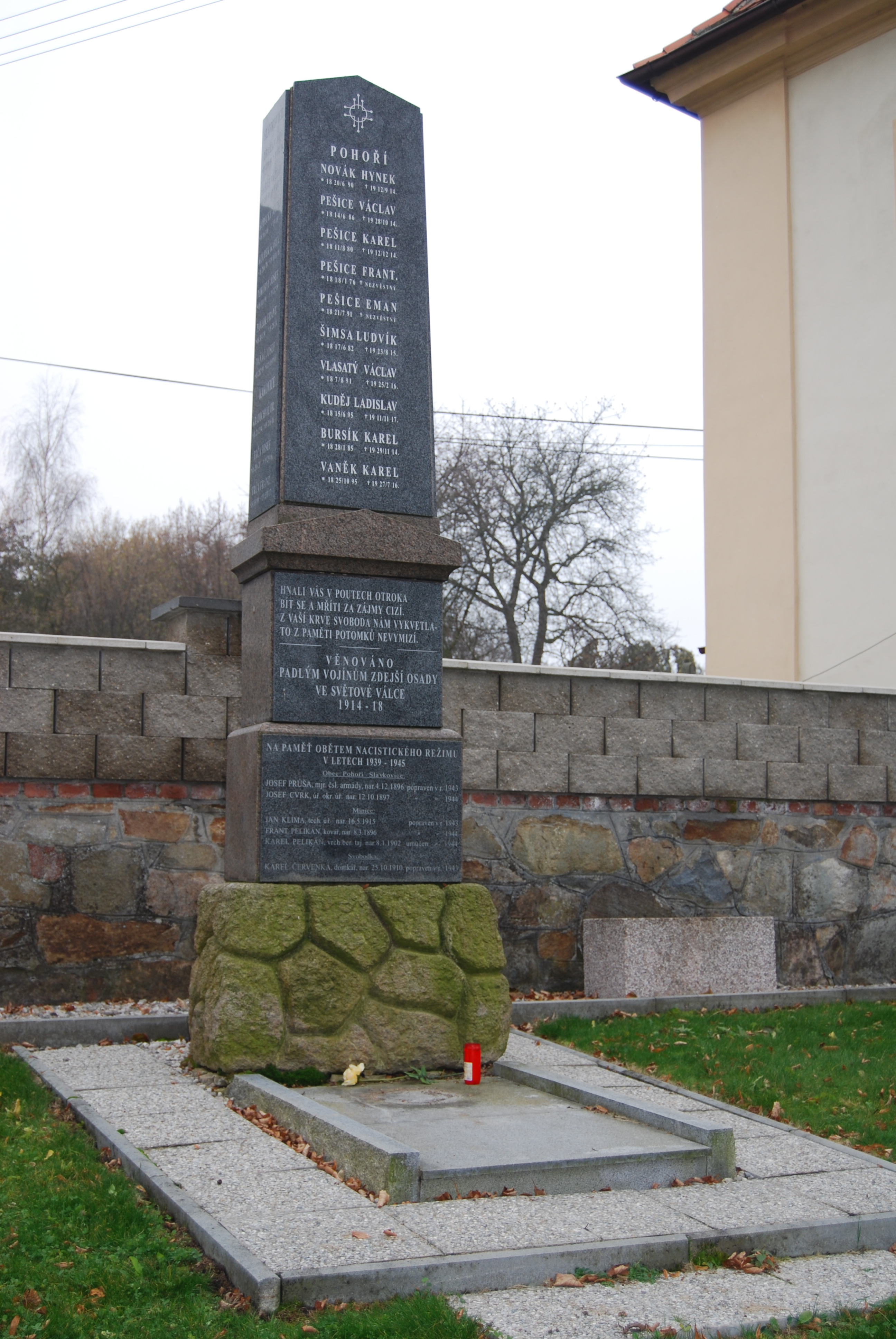
Pomník padlým
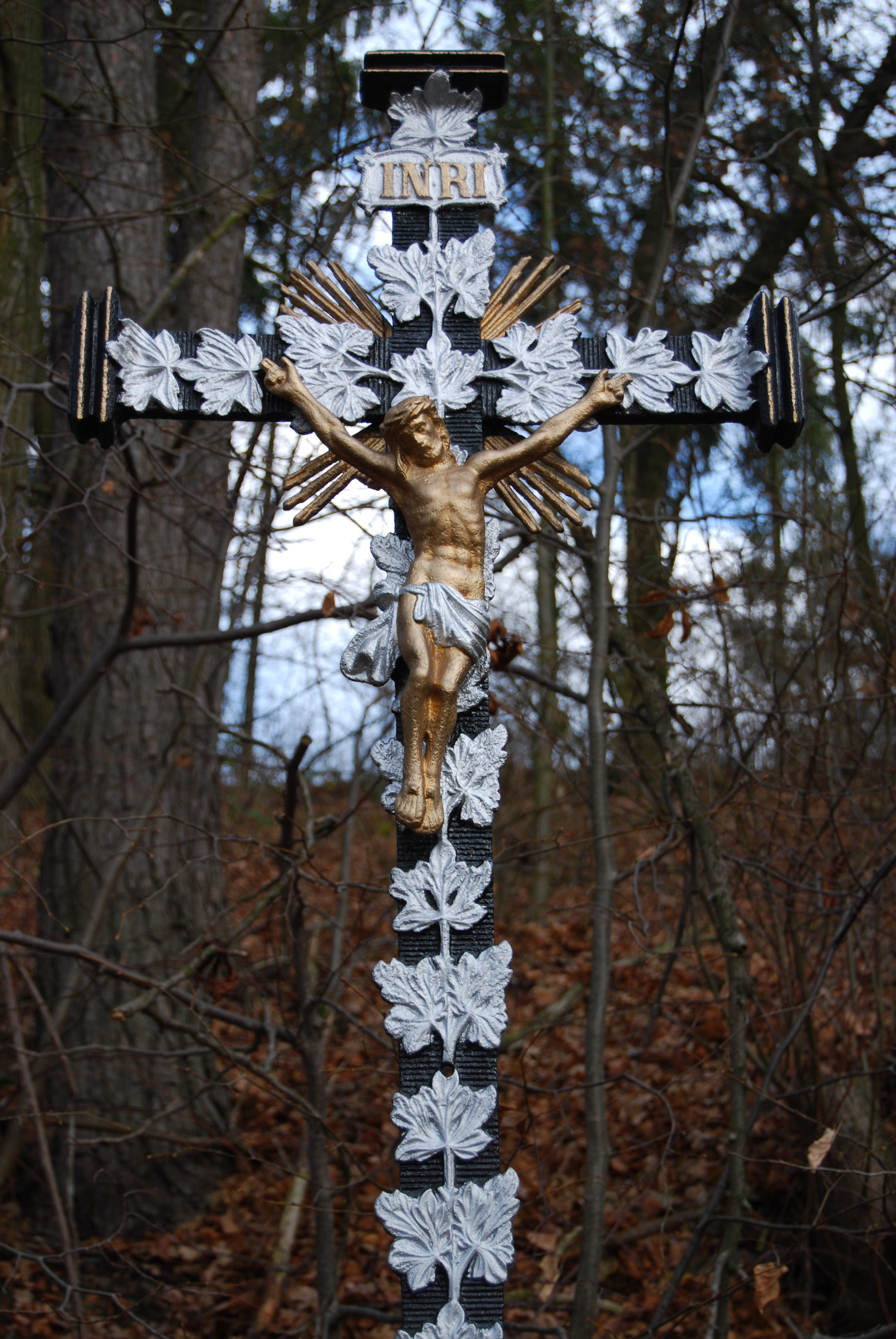
Detail části kříže
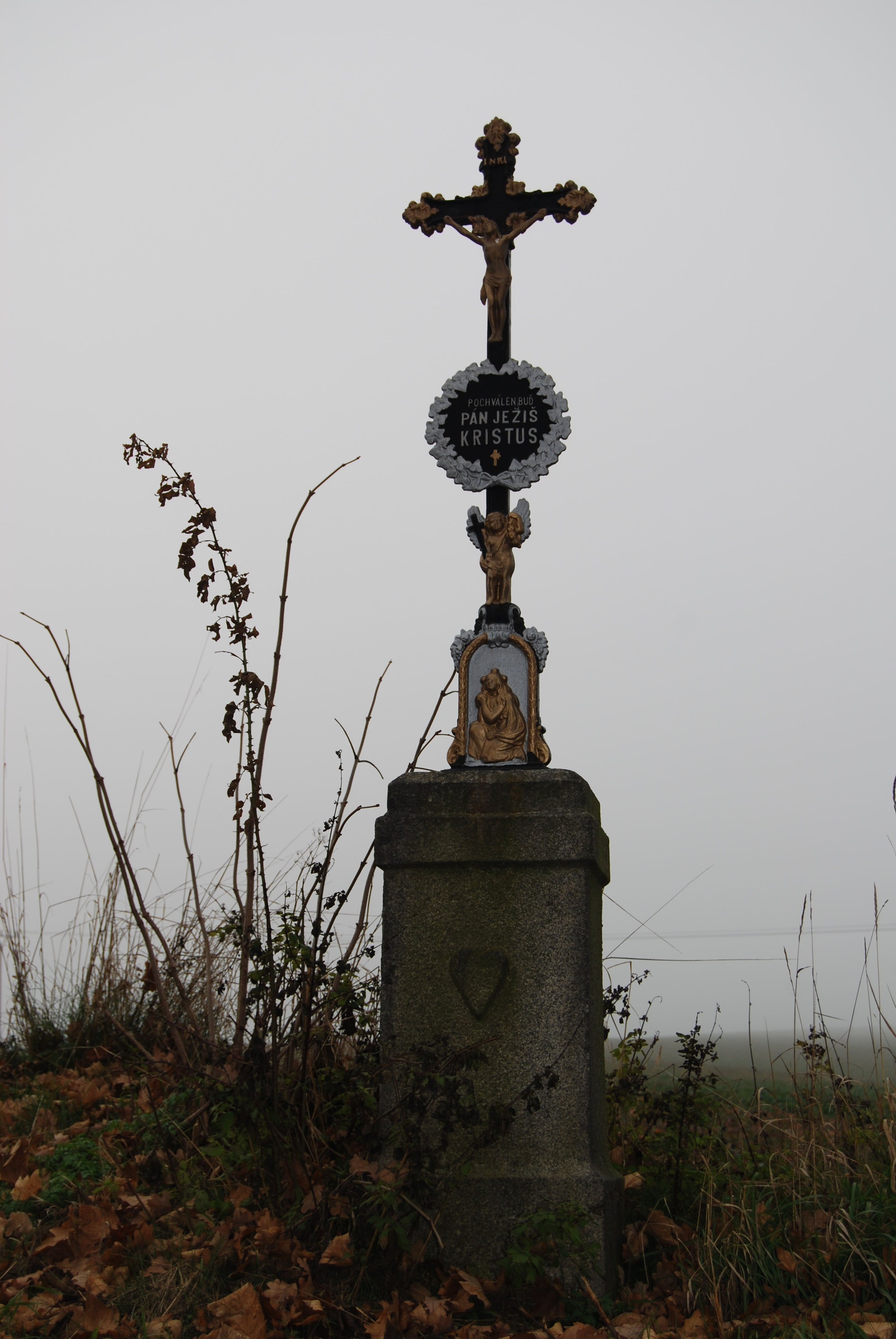
Kříž poblíž vesnice